# Шагазатов, Хабибулла Абдумажитович
Хабибулла Абдумажитович Шагазатов (узб. Xabibulla Abdumajitovich Shahzotov) — советский узбекский хозяйственный, государственный и партийный деятель.

## Биография
Родился в 1931 году. Член КПСС.
С 1956 года — на хозяйственной, общественной и политической работе. В 1956—1986 гг. — инженер «Средазгидроэнергостроя», инструктор Октябрьской райкома, Ташкентского горкома, второй секретарь Чиланзарского райкома партии, заместитель председателя Кашкадарьинского облисполкома, начальник управления «Каршистрой», управляющий трестом «Узбекгидроэнергострой» Министерства энергетики и электрификации СССР, министр монтажных и специальных строительных работ Узбекской ССР, первый секретарь Джизакского обкома КП Узбекистана.
Избирался депутатом Верховного Совета Узбекской ССР 7-го, 8-го, 9-го, 10-го созывов, Верховного Совета СССР 11-го созыва.
Умер после 1986 года.